# David Dinerstein
David Dinerstein (* im 20. Jahrhundert) ist ein US-amerikanischer Filmproduzent.

## Leben
Dinerstein studierte Massenkommunikation (mass communications) am College of Communication an der Boston University und wollte eigentlich den Weg eines Journalisten einschlagen. Stattdessen begann er eine Laufbahn im Filmgeschäft und arbeitete für die Produktionsfirmen Miramax, Paramount Vantage und Fox Searchlight in den Bereichen Marketing und Distribution. Hierbei verantwortete er rund 2000 Filme, darunter von bedeutenden Regisseuren wie Quentin Tarantino. Seit Mitte der 2010er Jahre ist er als Filmproduzent tätig. Er ist Mitbegründer von Mass Distraction Media, sein Partner ist Robert Fyvolent. Den beiden gelang mit der Dokumentation Summer of Soul (…Or, When the Revolution Could Not Be Televised) (2021) ein großer künstlerischer Erfolg. Gemeinsam mit Regisseur Questlove und Joseph Patel wurden sie bei der Oscarverleihung 2022 für den Preis in der Kategorie Bester Dokumentarfilm ausgezeichnet. Der Film erlebte seine Premiere auf dem Sundance Film Festival 2021 und zeigt bisher nicht veröffentlichte Aufnahmen des Harlem Cultural Festival. Für die Produktion wurden Dinerstein und seine Kollegen bei den British Academy Film Awards 2022 als Bester Dokumentarfilm ausgezeichnet, ebenso bei den Independent Spirit Awards 2022. Hinzu kommen diverse Nominierungen.
Für Winter on Fire: Ukraine's Fight for Freedom war Dinerstein 2016 für einen Emmy nominiert.

## Filmografie (Auswahl)
- 2015: Winter on Fire: Ukraine's Fight for Freedom
- 2017: On the Run (Kurzfilm)
- 2021: Summer of Soul (…Or, When the Revolution Could Not Be Televised)
- 2022: Really Good Rejects